# Yukio Iketani
Yukio Iketani (n. 26 septembrie 1970, Fuchu, Japonia) este un gimnast artistic ce a reprezentat Japonia, medaliat olimpic. A participat la 2 ediții ale Jocurilor Olimpice (1988, 1992) în care a câștigat o medalie de argint și 3 medalii de bronz.